# Viersener Straße 102 (Mönchengladbach)

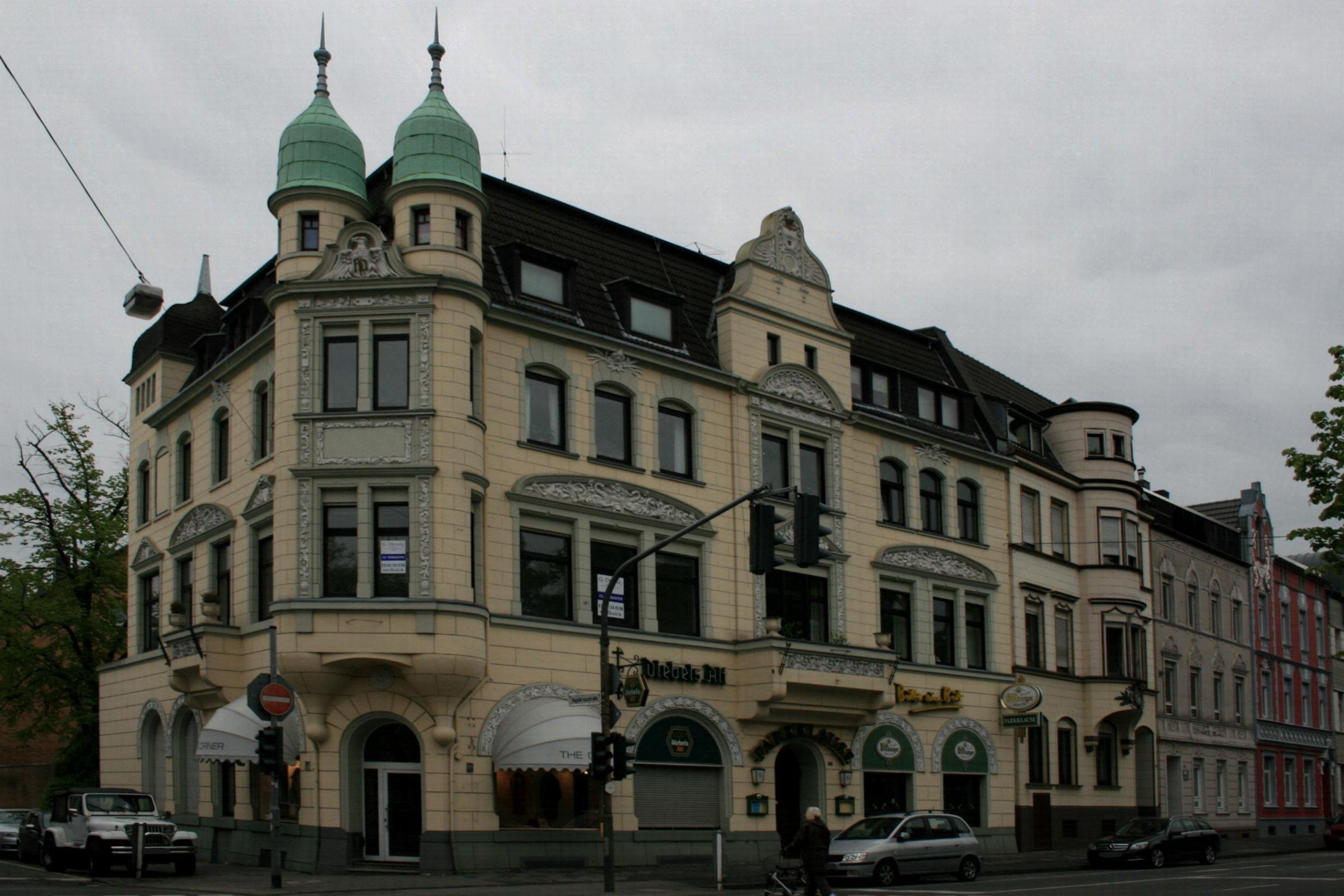
Wohngeschäftshaus (2010)

Das Wohngeschäftshaus Viersener Straße 102 steht in Mönchengladbach (Nordrhein-Westfalen).
Das Gebäude wurde um die Jahrhundertwende erbaut und unter Nr. V 013 am 2. Juni 1987 in die Denkmalliste der Stadt Mönchengladbach eingetragen.

## Lage
Die Viersener Straße ist die alte Verbindung von Mönchengladbach nach Viersen, die gegen Ende des 19. Jahrhunderts gebaut wurde. 

## Architektur
Haus Nr. 102 bildet eine Ecklösung zur Hagelkreuzstraße und gehört zur historischen Bebauung. Das große Eckhaus bildet zur Viersener Straße wie zur Hagelkreuzstraße je eine Fassade aus, die über eine gelungene Ecklösung verbunden sind. Die Fassade zur Viersener Straße zeigt drei Geschosse sowie ein ausgebautes Mansardgeschoss. Das Objekt ist als gelungene Ecklösung und aus architektonischen und stadtbildnerischen Gründen schützenswert.